# 211 (liczba)
211 (dwieście jedenaście) – liczba naturalna następująca po 210 i poprzedzająca 212.

## W matematyce
- 211 to liczba nieparzysta.
- 211 to liczba pierwsza.
- 211 jest pierwotną liczbą pierwszą, sumą trzech kolejnych liczb pierwszych (67+71+73), liczbą pierwszą Chena, wyśrodkowaną liczbą pierwszą dziesięciokątną i liczbą pierwszą samoczynną[1].
- 211 to najmniejsza liczba pierwsza oddzielona o osiem lub więcej od najbliższych liczb pierwszych (199 i 223). Jest to zatem liczba pierwsza zrównoważona i liczba pierwsza izolowana[2].
- 211 to repcyfra w formacie tetradecymalnym (111).
- W systemie dziesiętnym mnożenie cyfr liczby 211 daje liczbę pierwszą (2*1*1=2). Dodanie dowolnych dwóch cyfr liczby 211 spowoduje otrzymanie liczby pierwszej (2 lub 3).
- 211 to liczba superpierwsza.